# International Watch Company
Die IWC International Watch Co. AG ist eine Schweizer Luxusuhrenmanufaktur. Das in Schaffhausen ansässige Unternehmen gehört seit dem Jahr 2000 dem Schweizer Luxusgüterkonzern Richemont und beschäftigt rund 1250 Mitarbeiter. IWC ist die Abkürzung für International Watch Company.
Einige Uhrenmodelle bieten Funktionen wie Gangreserveanzeige, Mondphase, Minutenrepetition, Tourbillon und einen ewigen Kalender.

## Geschichte

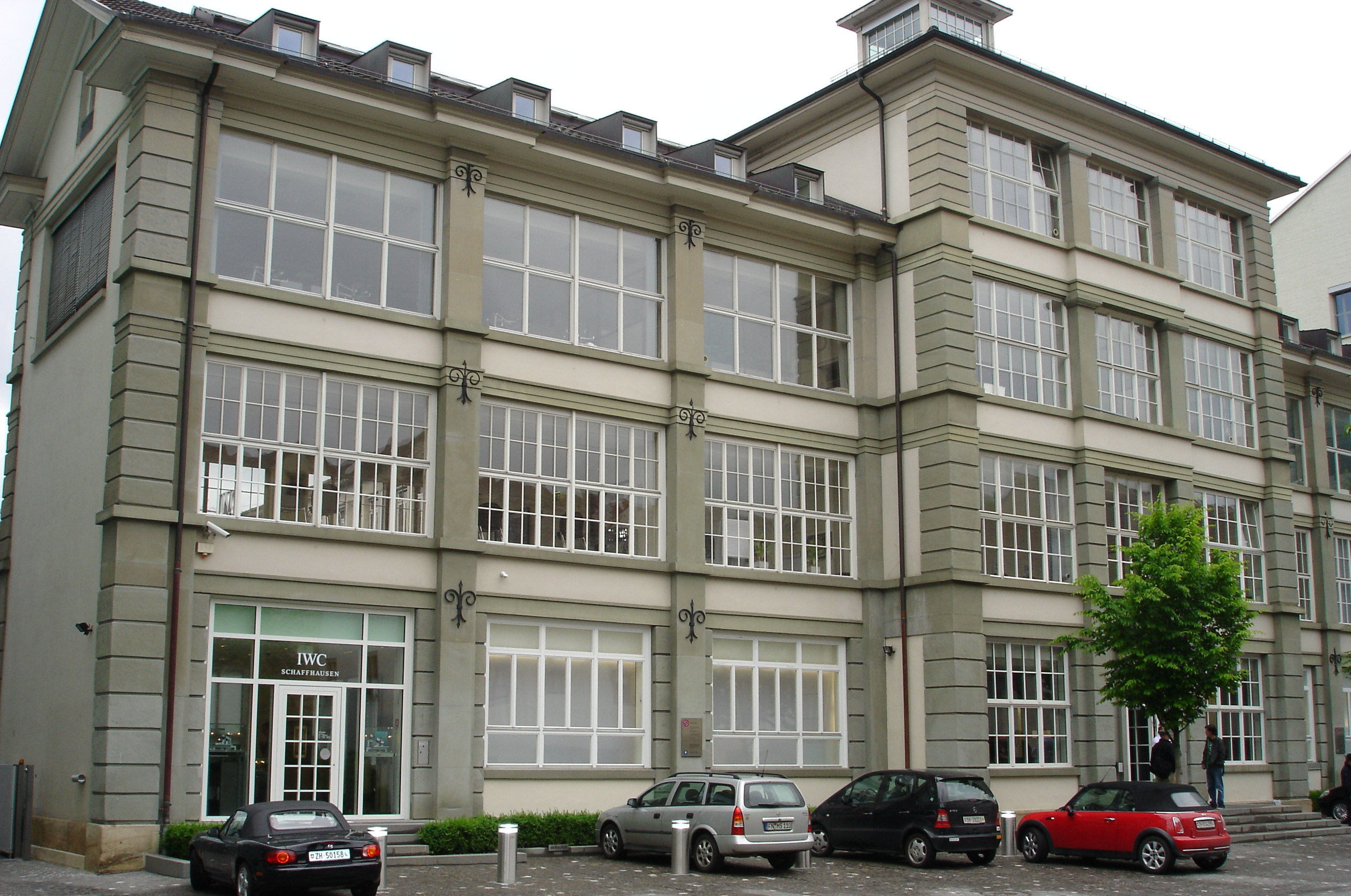
Hauptgebäude der IWC Schaffhausen

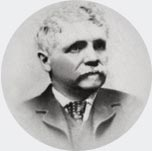
Florentine Ariosto Jones

Das Unternehmen wurde 1868 vom US-amerikanischen Uhrmacher und Ingenieur Florentine Ariosto Jones (1841–1916) gegründet.
1856 arbeitete Jones als Uhrmacher in Boston. Er fasste den Entschluss, in der Schweiz qualitativ hochwertige Uhren für den amerikanischen Markt zu fertigen. Die Schweiz war aus seiner Sicht ein besonders attraktiver Standort, weil dort qualifizierte Uhrmacher zur Verfügung standen und das Lohnniveau unter dem der Vereinigten Staaten lag. Im Jahre 1875 beschäftigte die IWC 196 Mitarbeiter.
1874 wurde die IWC in eine Aktiengesellschaft umgewandelt. Die Unternehmensgründung und vor allem der Kauf von Maschinen und die Errichtung eines Neubaus für die Produktion im Jahre 1875 verschlangen mehr Geld als geplant, sodass Jones als Geschäftsführer zurücktrat und zurück in die Vereinigten Staaten ging. Auch seinem Nachfolger Frederick F. Seeland (* 1843) gelang es nicht, die IWC in die schwarzen Zahlen zu führen. Die Wirtschaftskrise in Europa und die hohen Einfuhrzölle in den Vereinigten Staaten wirkten sich negativ auf die Geschäfte der IWC aus. Seeland verließ das Unternehmen 1879.
Nachdem zwei amerikanische Geschäftsführer die IWC gelenkt hatten, kaufte 1879 der Schaffhauser Industrielle Johannes Rauschenbach-Vogel (1815–1881) die IWC. Der wirtschaftliche Durchbruch gelang in den folgenden Jahrzehnten unter seiner Leitung und später unter jener seines Sohnes Johannes Rauschenbach-Schenk (1856–1905).
Dieser hatte zwei Töchter, die ältere, Emma Rauschenbach (1882–1955), ehelichte 1903 den Psychologen und Psychiater Carl Gustav Jung (1875–1961), der dadurch Teilhaber der Uhrenfabrik wurde. Die jüngere Tochter, Bertha Margaretha (1883–1932) heiratete im selben Jahr den Schaffhauser Industriellen Ernst Jakob Homberger (1869–1955). Ihr Ehemann war der Direktor der Georg Fischer AG Industriebetriebe, er kaufte ab 1929 die Firmenanteile seines Schwagers C. G. Jung und wurde Alleininhaber der IWC. Ab 1955 übernahm sein Sohn Hans Ernst Homberger die alleinige Leitung des weiter florierenden Unternehmens.
Während wegen des Quarzuhrenbooms der 1970er und 1980er Jahre Marktanteile verloren gingen, folgte unter Günter Blümlein ein wirtschaftlicher Erfolg, indem sich die Firma wieder auf klassische mechanische Komplikationen spezialisierte.
Für die Imagekampagne (z. B.: «Fast so kompliziert wie eine Frau. Aber pünktlich.») bekam die Firma eine Beschwerde bei der Schweizer Lauterkeitskommission; und die Zürcher Werbeagentur Wirz gewann 2001 den Swiss EFFIE.
Im November 2024 gewann IWC den Grand Prix d’Horlogerie de Genève (GPHG) in der Kategorie Grand Prix „Aigiuille d’Or“ für die Portugieser Eternal Calendar.

## Pellaton-Automatik
Eine technische Besonderheit stellt die Konstruktion des automatischen Aufzugs von Albert Pellaton mit einem Exzenter und zwei grossen Klinken dar. IWC hat diese Automatik in den Serien der Baureihe «Kaliber 85» verwendet. Durch Bewegungen des Trägers der Uhr führt der halbkreisförmige Rotor Drehbewegungen aus und bewegt damit eine Wippe, die mit zwei Rubinröllchen und zwei grossen Klinken konstruiert wurde. Durch die Bewegung der Wippe ziehen die beiden Klinken das mit dem Federkern verbundene Räderwerk auf.

## Portugieser Eternal Calendar
Der erste säkulare ewige Kalender von IWC Schaffhausen berücksichtigt die komplexen Schaltjahres-Ausnahmeregeln des gregorianischen Kalenders, indem er über einen Zeitraum von 400 Jahren drei Schaltjahre überspringt. Die Mondphase wurde zudem so exakt berechnet, dass sie erst nach 45 Millionen Jahren um einen Tag abweicht.

## Kollektionen

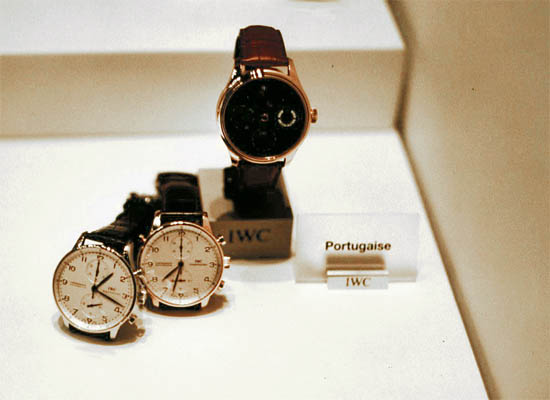
Die Portugieser-Kollektion der IWC Schaffhausen

- IWC Vintage Collection
- Grande Complication
- Portugieser
- Da Vinci
- Aquatimer
- Ingenieur
- Fliegeruhren Classics
- Fliegeruhren Spitfire
- Portofino

## IWC-Uhrenmuseum
Im hauseigenen Uhrenmuseum, im Juni 2007 in Schaffhausen eröffnet, werden über 230 Exponate aus den IWC-Kollektionen aus über 140 Jahren ausgestellt. Die Sammlung erstreckt sich von den ersten IWC Taschenuhren mit dem Kaliber Jones, Taschenuhren mit Digitalanzeige, reich dekorierten Frack- und Damenschmuckuhren sowie den frühesten IWC-Armbanduhren bis hin zu den Uhrenfamilien der neueren Geschichte. Die Ausstellung wird durch die multimediale Präsentation der Firmengeschichte ergänzt.

## Manufakturzentrum

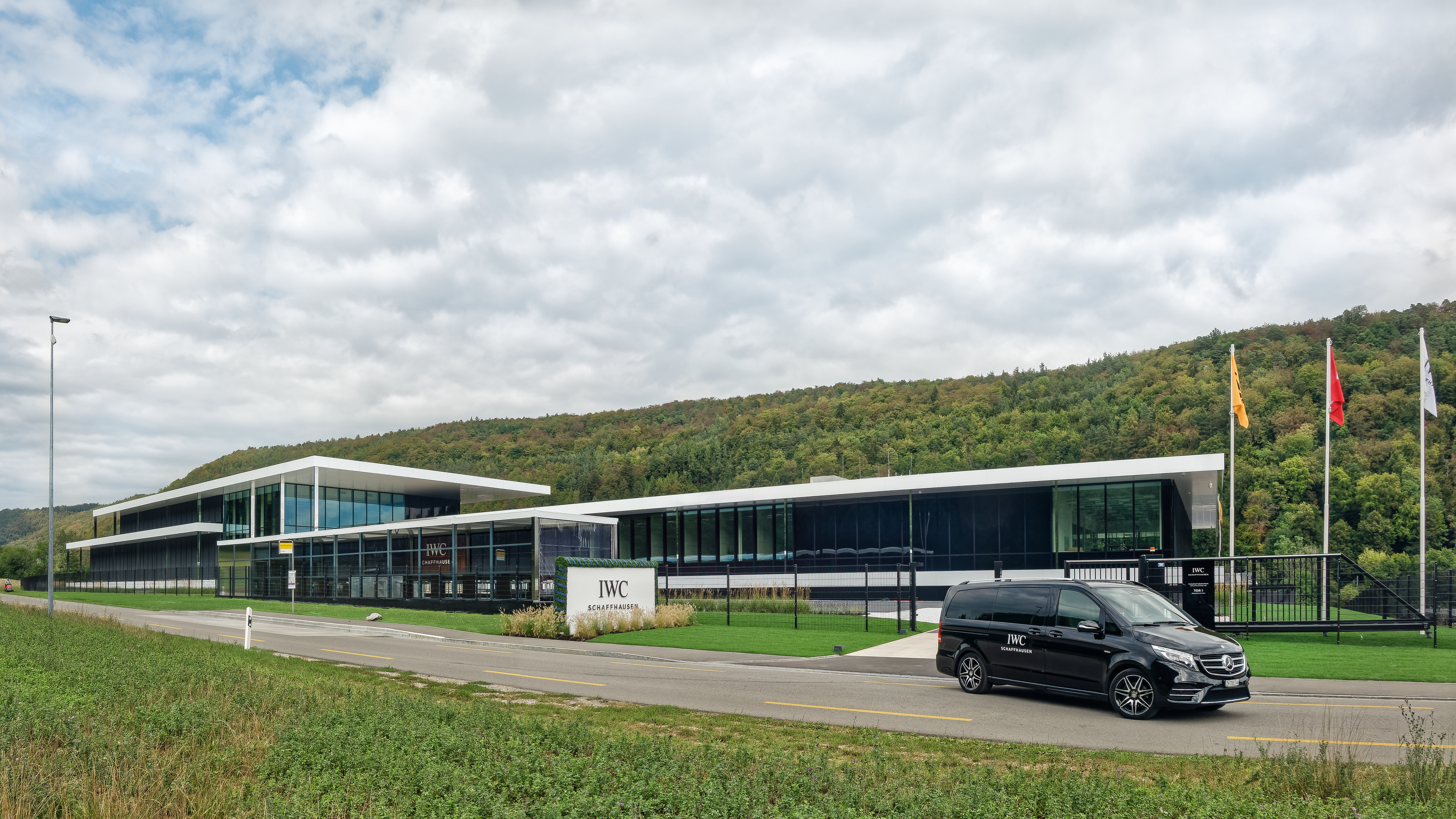
Manufakturzentrum von IWC Schaffhausen

Im Jahr 2018 eröffnete IWC ihr neues Manufakturzentrum in Schaffhausen. Das 139 Meter lange und 62 Meter breite, zusammen 13'500 Quadratmeter große Gebäude wurde nach Entwürfen des Architekturbüros ATP entworfen und bietet rund 240 Mitarbeitern Platz. Für den gläsernen Neubau habe man sich von «Autofabriken inspirieren lassen».

## Filmförderung
Seit 2012 lobt Dubai im Zusammenhang mit dem Dubai International Film Festival DIFF den mit 100'000 US-Dollar dotierten IWC Filmmaker Award aus, mit dem abendfüllende Independent-Filme finanziert werden sollen. Bisherige Preisträger waren Matt Ruskin, Des Shovel, Jay Dockendorf und Jeff Malmberg.
Seit 2016 vergibt IWC in Kooperation mit dem British Film Institute anlässlich des London Film Festival den IWC Filmmaker Bursary Award. Der Preis ist mit 50'000 Pfund Sterling dotiert und dient der Förderungen von Regisseuren und Drehbuchautoren, die am Anfang ihrer Karriere stehen.

## Sonstiges
Der frühere Prokurist und Produktionsleiter von IWC, der Maschinenbauingenieur Lothar Schmidt, übernahm 1994 den deutschen Uhrenhersteller Helmut Sinn Spezialuhren von dessen Gründer Helmut Sinn.